# Calle del Marqués de Urquijo
La calle del marqués de Urquijo, antiguamente conocida como Cuesta de Areneros o Cuesta de Harineros (según qué autores), es una vía urbana de la ciudad de Madrid.

## Descripción e historia

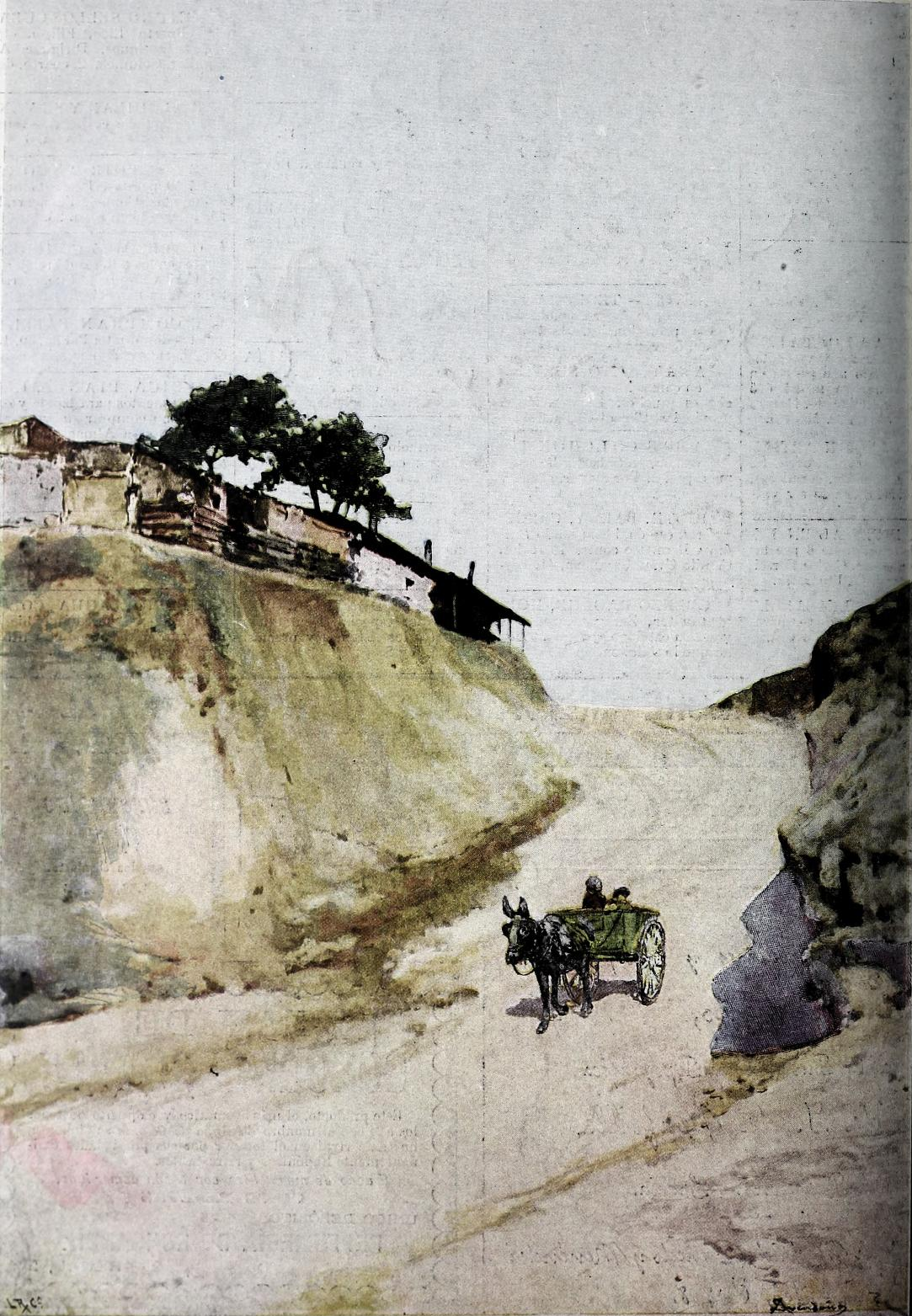
Cuesta de Areneros hacia 1899, por Serafín Avendaño.

La calle, que discurre enteramente por el distrito de Moncloa-Aravaca y el barrio de Argüelles, con sentido este-oeste, desciende desde su inicio en la calle Princesa hasta el paseo del Pintor Rosales, prolongándose su natural trazado en busca de la cuenca del río Manzanares a través del parque del Oeste.
La Cuesta de Areneros fue citada por Benito Pérez Galdós en El terror de 1824: "-Siga adelante el convoy. Custódielo usted con su media compañía. Tengo orden de que no entre en las calles de Madrid. Pase el río; tome la ronda a la izquierda hacia la Virgen del Puerto; adelante siempre, y subiendo por la cuesta de Areneros, diríjase al Seminario de Nobles, donde esperan a los presos. En marcha, pues. Guárdense los curiosos de seguir al convoy porque haré fuego sobre ellos. Marche cada cual a su casa y buenas noches".
Con la construcción del barrio de Argüelles, se urbanizó el tramo alto de la segunda de las llamadas Cuestas de Areneros, surgida a finales del siglo xviii —la primera se emplazaría aproximadamente en el trazado de la calle Quintana y, abandonada, desapareció totalmente en el siglo xix— que prolongaría con un pequeño ángulo de desviación al paseo luego bautizado como calle de Alberto Aguilera). Carlos Cambronero y Hilario Peñasco de la Puente destacan que en documentos antiguos también figuraba como Cuesta de Harineros, antes de que se le diera el nombre de calle del marqués de Urquijo, en alusión a Estanislao Urquijo y Landaluce, i marqués de Urquijo, que fue alcalde de Madrid.
En 1892 se inauguró en ella, haciendo esquina con la de Mendizábal, el Frontón Fiesta Alegre. En 1902 se colocó una estatua conmemorativa de Alfonso XIII en su cruce con Princesa. En los números 14 y 16 se conserva el Asilo de la Santísima Trinidad (de acogida para jóvenes en hogares y pastoral penitenciaria), ocupado en 1889.
En el número 2 murió el compositor gallego Pascual Veiga (autor del himno y la Alborada gallega.
En el número 26 vivió y murió Anita Delgado, maharaní de Kapurthala.
En el número 47 vivieron entre 1931 y 1936 el poeta Rafael Alberti y su esposa María Teresa León.

## Edificios notables
En el número 39 esquina con la calle de Ferraz se encuentra la iglesia parroquial del Inmaculado Corazón de María, obra del arquitecto Luis Prieto Bances datada de 1950. En el 18 y ocupando toda una manzana está el Asilo y convento de la Santísima Trinidad perteneciente a las Hermanas Trinitarias, obra original de 1890, reconstruida en 1949 por Rafael Barrios Barrios. La burguesía de la época eligió esta calle para construir numerosas casas particulares y de alquiler, como los edificios de viviendas datados en la década de 1920 para los hermanos Perlado Parra, levantados según diseño del arquitecto Benjamín Gutiérrez Prieto en el número 34, y otros tres más en el cruce con la calle de Ferraz. Asimismo, en el número 45 se encuentran las viviendas para Guillermo García y Valeriano Weyler, inmueble realizado por Antonio Álvarez Redondo en 1913. 

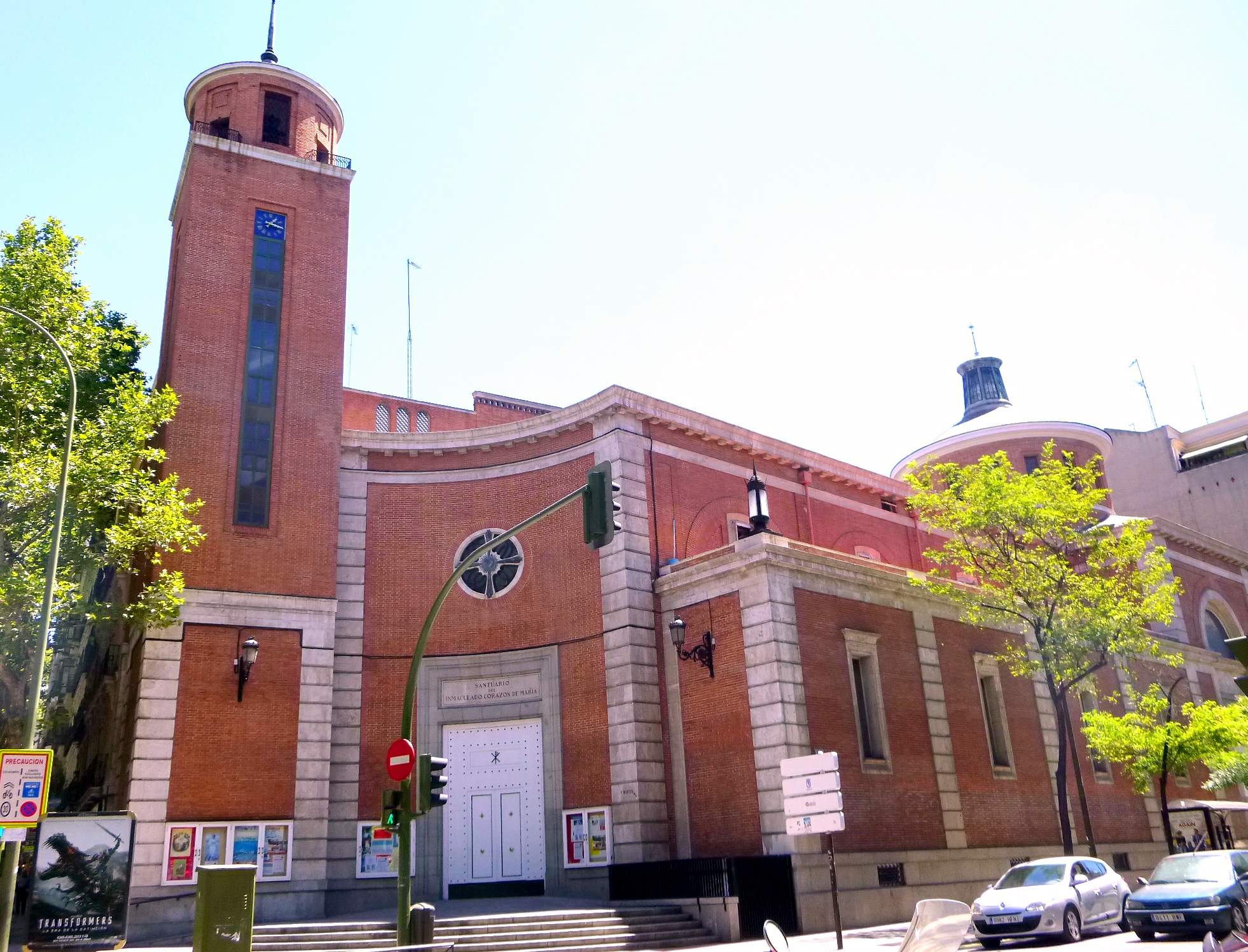
Santuario del Inmaculado Corazón de María
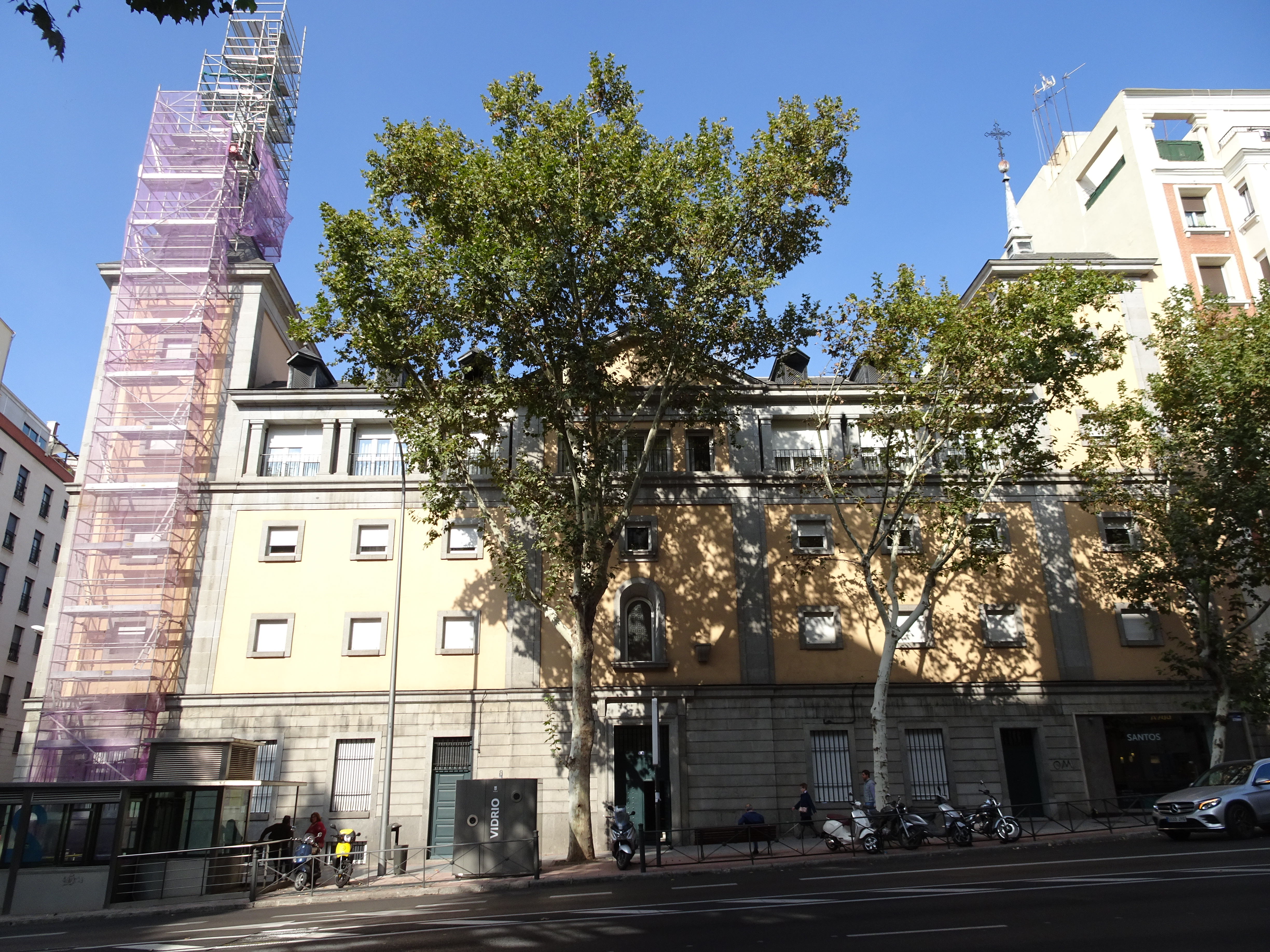
Asilo y convento de la Santísima Trinidad
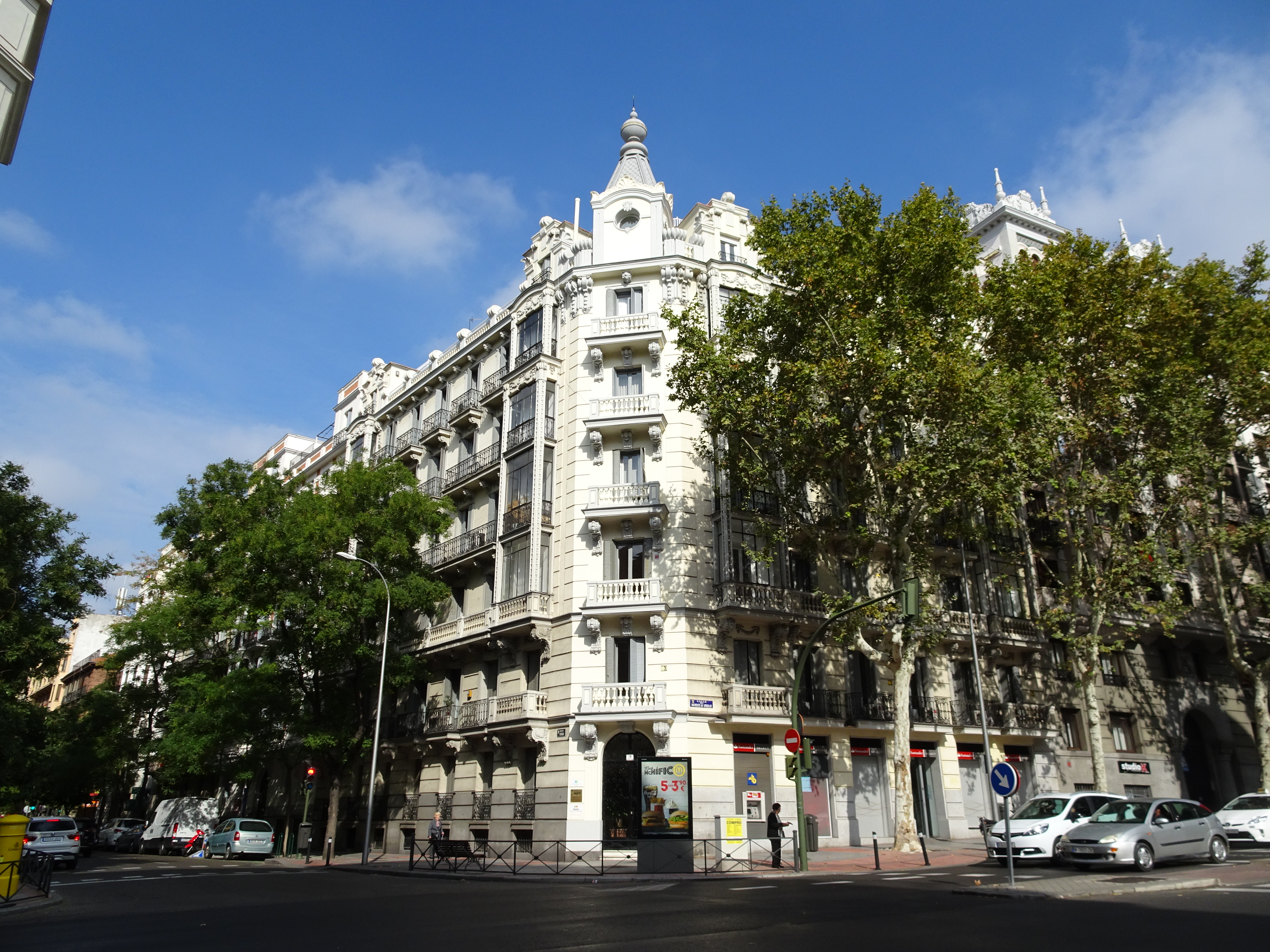
Tres edificios de viviendas para los hermanos Perlado Parra
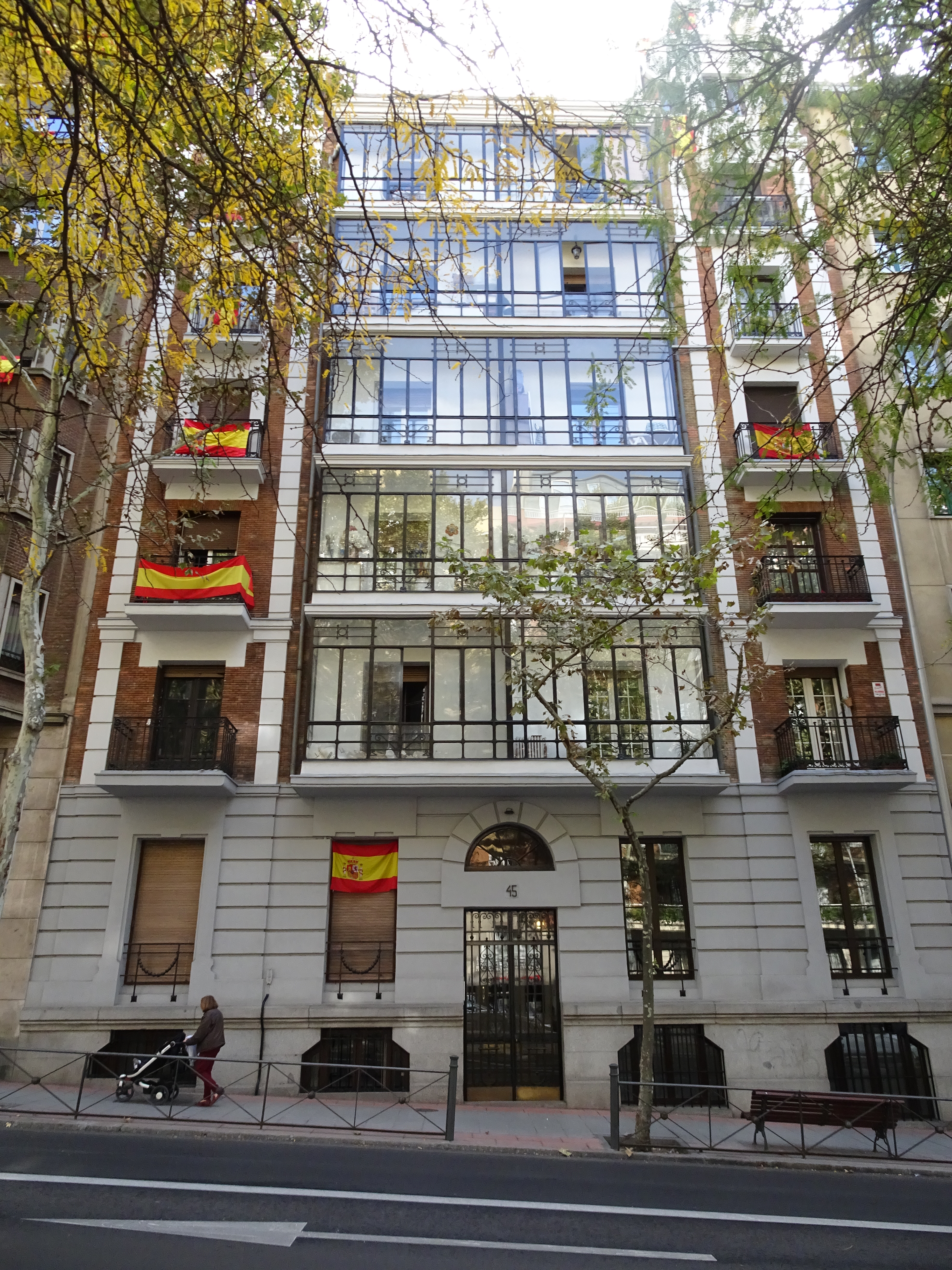
Viviendas para D. Guillermo García y D. Valeriano Weyler